# Navi Mumbai
Nueva Bombay (en marati: Navī Muṁbaī; en inglés: New Mumbai o New Bombay) es un municipio planificado de Bombay en la costa oeste del Estado de Maharastra, en la India. Fue desarrollado en 1971, como un nuevo municipio urbano de Bombay, por el Gobierno de Maharastra con la asistencia de la Corporación para el Desarrollo Industrial de Maharastra. Según el censo provisional de 2011, la población de Nueva Bombay es de 1 119 477 personas.

## Historia
Nueva Bombay se encuentra ubicada en el puerto oriental de Bombay, y es uno de los mayores municipios planificados en el mundo.
Desde la independencia, se tomó la decisión de construir una ciudad continental junto al puerto, con el propósito de descongestionar a Bombay, una ciudad ubicada en una isla cuya expansión física tenía un límite. También se destinó como refugio para todas aquellas personas que llegaban de toda la India a Bombay en busca de mejores oportunidades de vida. Sin embargo, se presentaron problemas, y no fue sino hasta 1971 que se inició la construcción de la misma, (25 años después de la independencia).
Gracias a la planificación de arquitectos como Charles Correa, Shirish Patel, entre otros, se logró el desarrollo de la nueva ciudad, con la creación de barrios tradicionales para los más pobres y edificios altos construidos para los más ricos.

## Transporte
La red del tren de cercanías de Bombay, cubre la mayor parte de la región poblada de la ciudad. Las estaciones de cercanías más importantes son Vashi, Nerul, Belapur y Panvel. Panvel es la única estación de la línea principal y la estación de tren más concurrida de Navi Mumbai. Todos los trenes se detienen aquí, en periodos de tiempo que oscilan entre los 5 y los 20 minutos. Además, esta estación conecta a Navi Mumbai con el resto de ciudades de la India.
Navi Mumbai además cuenta con una gran red de autobuses, que conectan a la ciudad con Bombay y viceversa.
Existe una gran red de taxis que operan en la ciudad, los cuales tienen tarifas establecidas, y vigiladas por la RTO, los cuales pueden verse a través de apps móviles autorizadas.
Navi Mumbai cuenta con el puerto industrial más grande de la India, el Jawaharlal Nehru Port, el cual maneja cerca del 65% de los contenedores de la India.
Navi Mumbai además contará con un moderno aeropuerto, el Navi Mumbai International Airport, que actualmente se encuentra en construcción.